# 다방
다방(茶房)은 주로 커피, 차, 기타 무알콜 음료를 취급하는 한국의 가게이다. 다방의 다른 말로는 다실, 대전, 찻집, 수다집 등이 있다.
다방이라는 단어는 스타벅스와 같은 커피숍을 지칭할 수도 있다. 스타벅스는 별다방이라고 불리며, 별을 뜻하는 한국어 낱말인 '별'에서 따왔다.

## 역사
조선후기와 대한제국기를 거치면서 한국이 서구문화에 접하게 되면서 다방 같은 시설이 생겨나기 시작했다. 다방은 다도의 기원이었다. 다도는 8~9세기에 동아시아 여러 나라에서 성립되었다고 한다. 한국에는 서민을 위한 다도문화가 전무하여 중국, 일본에 비해 다도문화가 덜 발달되어 있었다. 그러나 다도문화는 국가적 차원에서 제도화되었다. 문헌에 따르면 통일신라시대에는 대전원(多院)이라는 차를 마시는 곳이 있었고, 고려시대에는 '다방'이라는 용어가 등장했다. 고려시대에는 차, 술, 과일 등을 국가가 관장하였다. 조선시대에는 이러한 전통을 포괄하는 조약을 맺어 조상에 대한 전통의례와 연결시켰으며, 피로연에서는 외국 사절을 맞이하기 위해 다도를 사용하였다. 외국인들이 인천에 세운 대불호텔과 스튜어드호텔 계열 카페들이 선구적인 다방이 됐다. 그러나 1919년 3·1운동 이후 현대적인 기능과 스타일을 갖춘 다방이 등장했다. 서울 최초의 호텔식 다방은 1902년 서울 정동 인근에 건립된 손탁호텔 내에 자리잡았다. 독일계 러시아인 손탁 씨의 작품이다. 이 호텔은 주한 외국 외교관들을 위해 지어졌다.
1923년경 현대적인 다실이 등장하기 시작했다. 명동의 '후타미', 충무로의 '금강산'이라는 일본 소유의 다실 두 곳이 처음으로 설립된 것도 이때였다. 특히 후타미는 레스토랑이라기보다는 커피숍을 닮은 현대식 찻집의 형태를 취했다. 1927년 영화감독 이경선이 관훈동 입구에 '카카두'라는 다실을 열었다. 카카두는 한국인이 운영하는 최초의 다방이라고 볼 수 있다. 1929년 종로2가는 조선YMCA회관 근처에 '멕시칸 카페'를 열었는데, 그 주인은 배우 김용규와 시명이었다. 의자, 테이블 등 내부 아이템의 선택과 배치는 문화의 종합적인 작업과 화가, 사진가, 무대 장치 등의 협업을 의미한다고 한다. 1930년대 소공동에 '낙랑가파라'가 등장하면서 초기 무용가들의 문화애호가 분위기에서 벗어나 이윤에 주목한 본격적인 찻집으로 거듭날 수 있었다.
명동의 러시아식 다방 '트로이카', 음악다방 '에리사', 프랑스식 다방 '미모사', 독일식 다방 '윈', 주간음악회 '돌체'로 유명한 '푸가로' 서울역 앞에서 이별의 장소로 사용된 '은 다방문화의 선구자들이다. 이후 커피숍은 제2차 세계대전 말과 함께 쇠퇴 상태에 빠졌고, 1941년 태평양 전쟁으로 설탕과 커피 수입이 차단된 이후 문을 닫게 됐다. 8·15 해방과 6·25 전쟁을 거치면서 이전의 다방 스타일은 점차 사라지고 상업용 카페로 변모했다. 1953년 한국전쟁 직후 문화시설이 부족해지자 다방은 종합예술의 공간 역할도 했다.
1950년대 다도는 사회공헌활동으로 고위직 실업자들의 성지였다. 카카두 이후 한가람, 아시아, 경성, 그래머 등 문화다방에서 명동처럼 상업다방으로 탈바꿈한 카페들이 많이 생겼다.
1960년대 이후 다방은 지식인계급의 남자 사부가 아닌 여자 사부가 면마삼, 계산대, 요리사 등을 하는 체제로 변모하였다. 1970년대부터 다방 객실은 화려한 장식으로 꾸며져 있다. 사람들은 차의 맛보다는 상업적인 만남의 편리함 때문에 다방을 찾는다. 사무실이 없는 고용주도 다방전화를 업무용으로 활용해 다방에서 일하는 비서와 거래를 하기도 했다. 특히 1970년대 동서식품의 인스턴트 커피 생산이 시작되면서 한국인들이 집에서 커피를 마시기 시작하면서 커피숍은 점차 고급화되고 전문화되기 시작했다. 1970년대는 젊은 DJ들이 모이는 음악 전문 커피하우스가 꽃피웠던 시기이기도 했다. 1980년대에는 차 가격의 자율성과 함께 다양한 종류의 차와 높은 가격, 고급스러운 실내 장식을 갖춘 커피숍이 많이 생겨났다. 체인점과의 다도는 '난다랑', '00갤러리'로 시작되었고, 야간통금제가 폐지되면서 대도시에는 심야다실이 등장하게 되었다. 1990년대 커피머신의 보급과 음료의 고급화, 명품 다방의 증가로 다방은 점차 설 자리를 잃어갔다. 일부 커피숍에서는 '다방'이라는 이름을 계속 사용하고 있다. 매춘부를 운영하는 이른바 '티켓다방'이 지방 곳곳에서 성행하면서 다도에 대한 부정적인 이미지가 스며들었다.

## 현대
해방 이후 1975년 다도 제한이 해제된 이후 매년 다도 횟수가 늘어났다. 그러나 다방의 수는 1992년 약 45,000개를 정점으로 1997년 외환위기 이전에는 약 33,000개로 감소하기 시작했다. IMF 위기 이후 다방의 수가 소폭 늘어났지만 예전의 모습을 되찾지는 못했다. 최근에는 커피숍의 수가 급격히 줄어들고, 국내외 브랜드 프랜차이즈 등 카페와 전문점이 그 자리를 대신하고 있다.

## 같이 보기
- 찻집
- 커피집
- 티켓 다방